# 2020年台北電影節
2020年台北電影節是在2020年在6月25日至7月11日，於臺灣的台北市舉辦，影展場地為台北市中山堂、光點華山電影館及台北信義威秀影城，是自2011年以來，台北電影節睽違九年再度將映演場地帶回台北市東區。

## 開閉幕片
2020年5月25日官方公布該屆開閉幕片。
| 中文片名 | 導演   | 製作國   |
| -------- | ------ | -------- |
| 《無聲》 | 柯貞年 | 中華民國 |
| 《日子》 | 蔡明亮 | 中華民國 |

## 特別放映
以下電影被選定為該單元：
| 中文片名             | 導演   | 製作國   |
| -------------------- | ------ | -------- |
| 《親愛的房客》       | 鄭有傑 | 中華民國 |
| 《逃出立法院》       | 王逸帆 | 中華民國 |
| 《怪胎》             | 廖明毅 | 中華民國 |
| 《刻在你心底的名字》 | 柳廣輝 | 中華民國 |

## 競賽
2020年1月15日，台北電影獎及國際新導演競賽開放報名徵件。5月15日，公布台北電影獎入圍名單及國際新導演競賽入選名單。頒獎典禮於7月11日在台北市中山堂舉行。

### 台北電影獎
| 中文片名             | 導演   | 製作國   |
| -------------------- | ------ | -------- |
| 劇情長片             |        |          |
| 《下半場》           | 張榮吉 | 中華民國 |
| 《返校》             | 徐漢強 | 中華民國 |
| 《江湖無難事》       | 高炳權 | 中華民國 |
| 《刻在你心底的名字》 | 柳廣輝 | 中華民國 |
| 《親愛的房客》       | 鄭有傑 | 中華民國 |
| 紀錄片               |        |          |
| 《阿紫》             | 吳郁瑩 | 中華民國 |

## 未來之光
以下電影被選定為該單元：
| 中文片名           | 原文片名           | 導演                 | 製作國                             |
| ------------------ | ------------------ | -------------------- | ---------------------------------- |
| 《春江水暖》       | 《春江水暖》       | 顧曉剛               | 中国                               |
| 《死神二十來敲門》 | You Will Die at 20 | 阿穆賈德·阿布·阿拉拉 | 苏丹、 法國、 埃及、 德国、 挪威、 |

## 當代精選
以下電影被選定為該單元：
| 中文片名         | 原文片名                            | 導演            | 製作國        |
| ---------------- | ----------------------------------- | --------------- | ------------- |
| 《曼哈頓戀舞曲》 | Port Authority                      | 丹妮兒·雷索維茲 | 美国          |
| 《人工失格》     | Die Last geboren zu sein            | 珊卓拉·沃爾納   | 奥地利、 德国 |
| 《被遺忘的人生》 | A vida invisível de Eurídice Gusmão | 凱里·阿努茲     | 巴西、 德国   |

## 怪奇物語
以下電影被選定為該單元：
| 中文片名   | 原文片名 | 導演      | 製作國 |
| ---------- | -------- | --------- | ------ |
| 《我就蕩》 | Liberté  | 亞柏·賽拉 | 西班牙 |

## 作者視角
以下電影被選定為該單元：
| 中文片名       | 原文片名                                                      | 導演                   | 製作國                    |
| -------------- | ------------------------------------------------------------- | ---------------------- | ------------------------- |
| 《氣球》       | 《氣球》                                                      | 萬瑪才旦               | 中国                      |
| 《後人類傳說》 | Last and First Men                                            | 約翰·約翰森            | 冰島                      |
| 《暗夜啟示錄》 | Los Conductos                                                 | 卡米洛·雷斯特雷波      | 法國、 哥伦比亚、 巴西    |
| 《無邪》       | شیطان وجود ندارد                                              |                        | 伊朗、 德国、 捷克        |
| 《逃亡的女人》 | 도망친 여자                                                   | 洪常秀                 |                           |
| 《鹽谷時日》   | The Works and Days (of Tayoko Shiojiri in the Shiotani Basin) | C·W·溫特 安德斯·艾斯桐 | 美国、 瑞典、 日本、 英国 |

## 焦點影人
2020年5月27日官方公佈該屆焦點影人為日本導演大林宣彥，原定導演及主要演員會出席該屆電影節。同年4月10日，大林宣彥不敵病魔於東京住家逝世。
| 中文片名                                         | 原文片名                                                         | 導演     | 製作國 |
| ------------------------------------------------ | ---------------------------------------------------------------- | -------- | ------ |
| 《鬼怪屋》                                       | ハウス                                                           | 大林宣彥 | 日本   |
| 《轉校生》                                       | 転校生                                                           | 大林宣彥 | 日本   |
| 《穿越時空的少女》                               | 時をかける少女                                                   | 大林宣彥 | 日本   |
| 《戰裡的野孩子》                                 | 野ゆき山ゆき海べゆき                                             | 大林宣彥 | 日本   |
| 《大林宣彥：電影藏寶盒》                         | 海辺の映画館―キネマの玉手箱                                      | 大林宣彥 | 日本   |
| Replay：六○青春電影                              |                                                                  |          |        |
| 《畫中的少女》                                   | 絵の中の少女                                                     | 大林宣彥 | 日本   |
| 《噬者》                                         | 喰べた人                                                         | 大林宣彥 | 日本   |
| 《微熱的玻璃或踩著悲傷碎嘴華爾滋之葬列的散步路》 | Complexe= 微熱の破璃あるいは悲しい饒舌ワルツに乗って葬列の散歩道 | 大林宣彥 | 日本   |
| 《傳說的午後・突然遇見德古拉》                   | ÉMOTION= 伝説の午後・いつか見たドラキュラ                        | 大林宣彥 | 日本   |

## 經典重現
以下電影被選定為該單元：
| 中文片名         | 原文片名         | 導演            | 製作國        |
| ---------------- | ---------------- | --------------- | ------------- |
| 《台北之晨》     | 《台北之晨》     | 白景瑞          | 中華民國      |
| 《台北發的早車》 | 《台北發的早車》 | 梁哲夫          | 中華民國      |
| 《不散》         | 《不散》         | 蔡明亮          | 中華民國      |
| 《千面惡魔》     | Mephisto         | 伊斯特凡·沙寶   | 匈牙利、 德国 |
| 《突如其藍》     | Out of the Blue  | 丹尼斯·霍柏     | 加拿大、 美国 |
| 《光榮之路》     | Paths of Glory   | 史丹利·庫柏力克 | 美国          |

## 代言人
影展大使
陳庭妮
非常新人
蔡瑞雪、朱軒洋、曾敬驊、陳昊森、李霈瑜、詹宛儒、劉子銓、陳姸霏、王渝屏

## 影展活動
2020年5月1日，官方公布廖小子設計的影展主視覺，並宣布本屆影展照常舉辦。唯考量冠狀病毒病臺灣疫情的衝擊下，停辦6月的戶外放映及停止邀請影展前須抵台的國外影人。同月11日，舉辦記者會公布由陳庭妮接下本屆影展大使任務，形象廣告則由臺灣導演洪子烜擔任。
香港劇場導演林奕華在5月1日於個人FACEBOOK發文表示，曾與台北電影節規劃於6月配合《一一》上映20周年，在台北圓山大飯店舉辦戶外大型放映，但活動受到新冠病毒疫情影響而取消。
2020年5月25日，台北電影節確定會在沒有海外遊客的情況下如期舉行。為此，2020年台北電影節成為了全球首個在冠狀病毒疫情期間如期舉行的影展活動。
2020年6月13日，於三創生活園區舉辦選片指南，並且於現場公布神秘場為柯震東、林依晨主演的《打噴嚏》。
2020年6月14日，早鳥預售票正式開賣，首日便有19場電影完售，刷新前屆首日銷售紀錄；2020年6月15日開賣「VR全浸界」單元預售。
2020年6月23日，台北電影節公布雙競賽評審團名單，台北電影獎及國際新導演競賽的評審團主席分別由吳念真及易智言擔任；受限疫情影響，本屆評審團成員皆由台灣人擔任。
2020年6月25日，台北電影節順利開幕，由美國返台的影展主席李屏賓因此接受14天的居家隔離後，與開幕片《無聲》劇組一同出席記者會。
2020年6月30日，國際新導演競賽採線上公佈的方式宣布得獎名單，由《這不是一場葬禮》奪得最佳影片，《鳥是海與樹的孩子》獲得評審團特別獎。
2020年7月8日，台北電影節公布台北電影獎頒獎典禮，將由黃子佼擔任主持，表演節目則將由家家擔綱，演唱多首台灣以運動為題材的電影主題曲。
2020年7月11日，台北電影獎舉辦頒獎典禮，為該年度國內首場大型頒獎典禮，主持人除先前公布的黃子佼外，現場並在無預告的情況下揭曉柯佳嬿為第二位主持人及林志玲為典禮擔任引言人的消息。

## 外部連結
- 官方网站